# Piotr Dziadzio
Piotr Dziadzio (ur. 16 września 1966 w Gorlicach) – polski geolog i urzędnik państwowy, doktor nauk o Ziemi.
W latach 2004–2019 redaktor naczelny czasopisma „Wiadomości Naftowe i Gazownicze”. W 2019 sekretarz stanu w Ministerstwie Środowiska, główny geolog kraju (do lutego 2020) i pełnomocnik rządu ds. polityki surowcowej państwa. W latach 2019–2020 sekretarz stanu w Ministerstwie Klimatu, a następnie w 2023 podsekretarz stanu w Ministerstwie Klimatu i Środowiska oraz Główny Geolog Kraju.

## Życiorys
W podgorlickiej Mszance ukończył szkołę podstawową. W Krakowie w latach 1981–1986 uczuł się w Technikum Geologicznym im. Stanisława Staszica zdobywając tytuł technika geologa o specjalności geologa poszukiwacza. W 1992 ukończył studia na Wydziale Biologii i Nauk o Ziemi Uniwersytetu Jagiellońskiego z wynikiem bardzo dobrym i uzyskał tytuł magistra geologii w zakresie stratygraficzno-poszukiwawczym. W 1999 w Państwowym Instytucie Geologicznym uzyskał stopień doktora na podstawie rozprawy „Sedymentologia utworów miocenu wschodniej części zapadliska przedkarpackiego między Leżajskiem a Lubaczowem”. W 2001 ukończył studia podyplomowe z zakresu zarządzania firmą w Wyższej Szkole Biznesu – National-Louis Univerisity w Nowym Sączu. 
Karierę zawodową rozpoczął w 1992 w Instytucie Nauk Geologicznych PAN. W latach 1993–2006 pracował jako geolog w PGNiG S.A. w Biurze Geologicznym Geonafta w Gorlicach oraz w Departamencie Poszukiwania Złóż w Ośrodku – Regionalnym Południe w Jaśle. W latach 2006–2011 był dyrektorem zarządzającym spółką Narzędzia i Urządzenia Wiertnicze Sp. z o.o. w Gorlicach. W latach 2012–2013 pracował w firmach prywatnych związanych z wydobyciem surowców. Od 2014 był pracownikiem Instytutu Nafty i Gazu – Państwowego Instytutu Badawczego.
W 2004 został redaktorem naczelnym czasopisma „Wiadomości Naftowe i Gazownicze” i pełnił tę funkcję do 31 lipca 2019. W latach 2001–2008 był członkiem Zarządu Głównego Polskiego Towarzystwa Geologicznego i członkiem International Association of Sedimentologists. W 2016 został wybrany sekretarzem generalnym Stowarzyszenia Naukowo-Technicznego Inżynierów i Techników Przemysłu Naftowego i Gazowniczego, był również rzeczoznawcą tej organizacji w zakresie geologii naftowej. Od 2016 jest sekretarzem Polskiego Komitetu Narodowego Światowej Rady Naftowej (Word Petroleum Council). 
1 sierpnia 2019 został wiceministrem środowiska (w randze sekretarza stanu), a także głównym geologiem kraju i pełnomocnikiem rządu ds. Polityki Surowcowej Państwa. W listopadzie 2019, po przekształceniach w strukturze ministerstw, objął stanowisko sekretarza stanu w Ministerstwie Klimatu. W lutym 2020 przestał być Głównym Geologiem Kraju.
Posiada uprawnienia geologiczne kategorii I, stopień dyrektora górniczego III stopnia. Jest autorem lub współautorem ponad 20 analiz, projektów i dokumentacji geologicznych oraz ponad 30 artykułów i publikacji naukowych i popularnonaukowych, w tym także w renomowanych polskich i zagranicznych czasopismach.
20 października 2020 powołany na Głównego Geologa Kraju i podsekretarza stanu w Ministerstwie Klimatu i Środowiska.
13 grudnia 2023 odwołany ze wszystkich stanowisk.

## Odznaczenia
Wyróżniony m.in. odznaką honorową „Zasłużony dla Górnictwa RP” (2008), odznaką honorową „Zasłużony dla Przemysłu Naftowego i Gazowniczego” oraz odznaką honorową „Zasłużony dla polskiej geologii”.